# Guglielmo Marconi
Marchese Guglielmo Marconi (25. dubna 1874 Griffona u Bologne – 20. července 1937 Řím) byl italský fyzik, vynálezce, podnikatel, politik a zakladatel organizací.
Marconi je považován za autora bezdrátového telegrafu, prvního způsobu radiového spojení. Ve skutečnosti si ale stejný vynález patentoval o několik let dříve Nikola Tesla, kterému byl patent na bezdrátové spojení přiznán až krátce po jeho smrti. Založil několik úspěšných společností podnikajících v oboru radiotelegrafického spojení. Pro papeže Pia XI. vybudoval Radio Vatikán (provoz zahájilo v roce 1931).
V roce 1909 obdržel společně s Karlem Braunem Nobelovu cenu za fyziku. Od roku 1930 byl předsedou Italské královské akademie, v roce 1936 se stal členem Papežské akademie věd. Následující rok zemřel.

## Život
Již během studií na univerzitě v Bologni se zajímal o výsledky pokusů Heinricha Hertze a pokoušel se je zopakovat. Dne 2. června 1896 získal patent na bezdrátový telegraf. V roce 1897 založil telegrafní společnost a vysílal na vzdálenost 15 km. V roce 1898 provedl spojení z palub lodí a první sportovní reportáž. Dne 12. prosince 1901 provedl první transatlantické bezdrátové spojení. Byl autorem mnoha dalších vynálezů (magnetický detektor, duplexní radiotelegrafie, rotační jiskřiště, vodorovná směrová anténa a tak dále). Jeho autorství je však v některých případech sporné – americký nejvyšší soud ochranu některých jeho patentů v roce 1943 zrušil s tím, že byly obsaženy v o deset let starších patentech Nikoly Tesly.